# روگیر حسنی
روگیر حسنی، روستایی از توابع بخش خیرگو شهرستان لامرد در استان فارس ایران است.

## جمعیت
این روستا در دهستان کمالی قرار دارد و بر اساس سرشماری مرکز آمار ایران در سال ۱۳۸۵، جمعیت آن ۲۸۱ نفر (۶۴ خانوار) بوده‌است.